# Tainarys orientalis
Tainarys orientalis (лат.) — вид мелких полужесткокрылых насекомых рода Tainarys из семейства Aphalaridae.

## Распространение
Встречаются в Неотропике (Бразилия, Уругвай).

## Описание
Мелкие полужесткокрылые насекомые (длина около 2 мм). Внешне похожи на цикадок, задние ноги прыгательные. Темя, переднеспинка и мезопрескутум жёлтые с небольшими оранжево-коричневыми точками. Голова и грудь снизу от темно-коричневых до почти чёрных. Темя и переднеспинка с четырьмя более тёмными пятнами. Глаза сероватые; глазки желтоватые. Наличник от темно-коричневого до почти чёрного; кончик рострума чёрный. 1-й членик усиков коричневый, 2-7 и 8-й базально жёлтые, вершины 8, 9 и 10-го чёрные. Про- и мезоплевриты беловато-жёлтые с мелкими оранжевыми точками. Мезоскутум коричневый с четырьмя продольными светлыми линиями; мезоплевры с дорсальной и брюшной чёрной точкой. Заднеспинка неправильной формы темно-коричневая. Ноги жёлтые, бёдра коричневые. Переднее крыло охристое с тёмным пятном на вершине жилки Cu1b. Брюшко от жёлтого до светло-коричневого. Передние перепончатые крылья более плотные и крупные, чем задние; в состоянии покоя сложены крышевидно. Антенны короткие, имеют 10 сегментов; на 4-м, 6-м, 8-м и 9-м члениках имеется по одному субапикальному ринарию. Голова широкая. Голени задних ног с короной из нескольких равных апикальных склеротизированных шпор.
Взрослые особи и нимфы питаются, высасывая сок растений. В основном связаны с растениями семейства анакардиевые: Schinus engleri и S. longifolia. Вид был впервые описан в 2017 году швейцарским колеоптерологом Даниэлем Буркхардтом (Naturhistorisches Museum, Базель, Швейцария) и его бразильским коллегой Dalva Luiz de Queiroz (Коломбу, Парана, Бразилия).